# The More
The More var ett palats i Rickmansworth, Hertfordshire, i England, uppfört i början av 1500-talet. 
Huset ägdes av ett kloster och tillföll Thomas Wolsey under Henrik VIII:s regeringstid. Wolsey byggde ut det till ett praktfullt palats som av den franska ambassadören Jean du Bellay 1527 beskrevs som praktfullare än Hampton Court. 
Treaty of the More firades här 1525. Det tillföll kungen 1531. Katarina av Aragonien hölls fången här 1531-1532. 
The More användes fortfarande av hovet under 1540-talet, men det tycks ha haft dålig grund och användes inte efter 1556, efter vilket det förföll. Det uppgavs ligga i ruiner 1598. 